# Charlotte Bellmann
Charlotte Bellmann (* 19. Juni 1991 in Hamburg) ist eine ehemalige deutsche Schauspielerin, die vor allem aus der Serie Der Ermittler bekannt ist.

## Leben
Erste Filmauftritte hatte Bellmann in Werbespots. Von 2001 bis 2005 spielte sie in allen Folgen der Serie Der Ermittler die Tochter des Hauptkommissars. 2003 spielte sie in dem Film Tochter meines Herzens mit. Außerdem hatte sie einen kurzen Gastauftritt in Pik und Amadeus und eine kleine Nebenrolle in Paulas Geheimnis.

## Filmografie
- 2001–2005: Der Ermittler (Fernsehserie)
- 2003: Tochter meines Herzens (Fernsehfilm)
- 2006: Pik und Amadeus
- 2007: Paulas Geheimnis